# Białków (Cybinka)

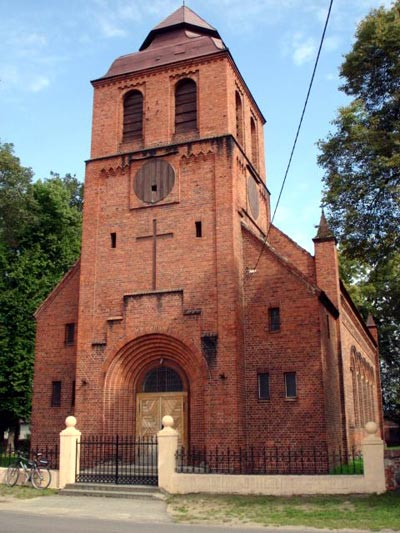
Dorfkirche

Białków (deutsch Balkow,  niedersorbisch Bołków) ist ein Dorf in der Landgemeinde Cybinka im Landkreis Słubice in der polnischen Woiwodschaft Lebus. 2011 lebten hier 567 Einwohner. 
Der Ort liegt an der Straße zwischen Cybinka (Ziebingen) und Rąpice (Rampitz), vier Kilometer südlich von Cybinka und 26 Kilometer südöstlich von Słubice.

## Geschichte
Die älteste Erwähnung ist aus dem Jahr 1413 erhalten. Balkow gehörte seit 1480 der Familie von Grünberg, später der Familie Matthaeus von Wesenbecks, teilweise den von Kalckreuth, seit 1724 den von Tauentzien.
Bis in das 17. Jahrhundert wurde im Dorf auch niedersorbisch gesprochen. Seit dem 19. Jahrhundert gehörte Balkow verwaltungsmäßig zum Kreis Weststernberg im Regierungsbezirk Frankfurt (Oder) der preußischen Provinz Brandenburg.
Seit 1944 wurden 50.000 Bücher, ein großer Teil der Bestände des Geheimen Staatsarchivs Berlin-Dahlem,  im Schloss Balkow unter bibliothekarischer Aufsicht benutzungsfähig aufbewahrt.
Seit 1945 gehört der Ort zu Polen.

## Sehenswürdigkeiten
- Dorfkirche, 1840 im neuromanischen Stil erbaut, jetzt römisch-katholische Filialkirche des heiligen Andreas Bobola
- Schloss (Herrenhaus), erbaut um 1781 durch Friedrich Bogislav von Tauentzien, in den 1840er Jahren umgebaut
- ehemaliges Vorwerk